# 巡礼桜
巡礼桜（じゅんれいざくら）は、長野県長野市大字塩生（しょうぶ）甲にある桜の巨樹（一本桜）。塩生のエドヒガン（しょうぶのエドヒガン）として長野市指定天然記念物に指定されているほか、ながの百景の一つとしても選定されている。

## 地理・由来
長野市小田切地区の塩生集落南方にあるエドヒガン（アズマヒガン）で、小市の渡し（犀川の渡し船）から戸隠に至る道の途中にあることから巡礼桜の名が生じたといわれている。高さ3メートル余りの枯株から4本の幹が株立ちしており、樹高18.2メートル、目通り周囲7.3メートルである。枯株の大きさから、かつては目通り周囲8ないし9メートルの巨樹であって、それが滅びたのち、根際から生えた新しい芽が現在の姿にまで成長したものと考えられている。推定樹齢は700年であるが、枯株の分を含めると約1500年に及ぶ。
1967年（昭和42年）11月1日付けで長野市指定の天然記念物に指定されたほか、2014年（平成26年）度にはながの百景の一つとして選定された。桜の花は毎年4月中旬から下旬にかけて見頃となる。
樹勢については、既に老境にあるとの見方がある。桜の木の至近を車道（長野県道406号入山小市線）が通っており、根の周囲の土が自動車の往来によって踏み固められていることも、樹勢の衰えに拍車を掛けていると考えられている。

## 交通アクセス

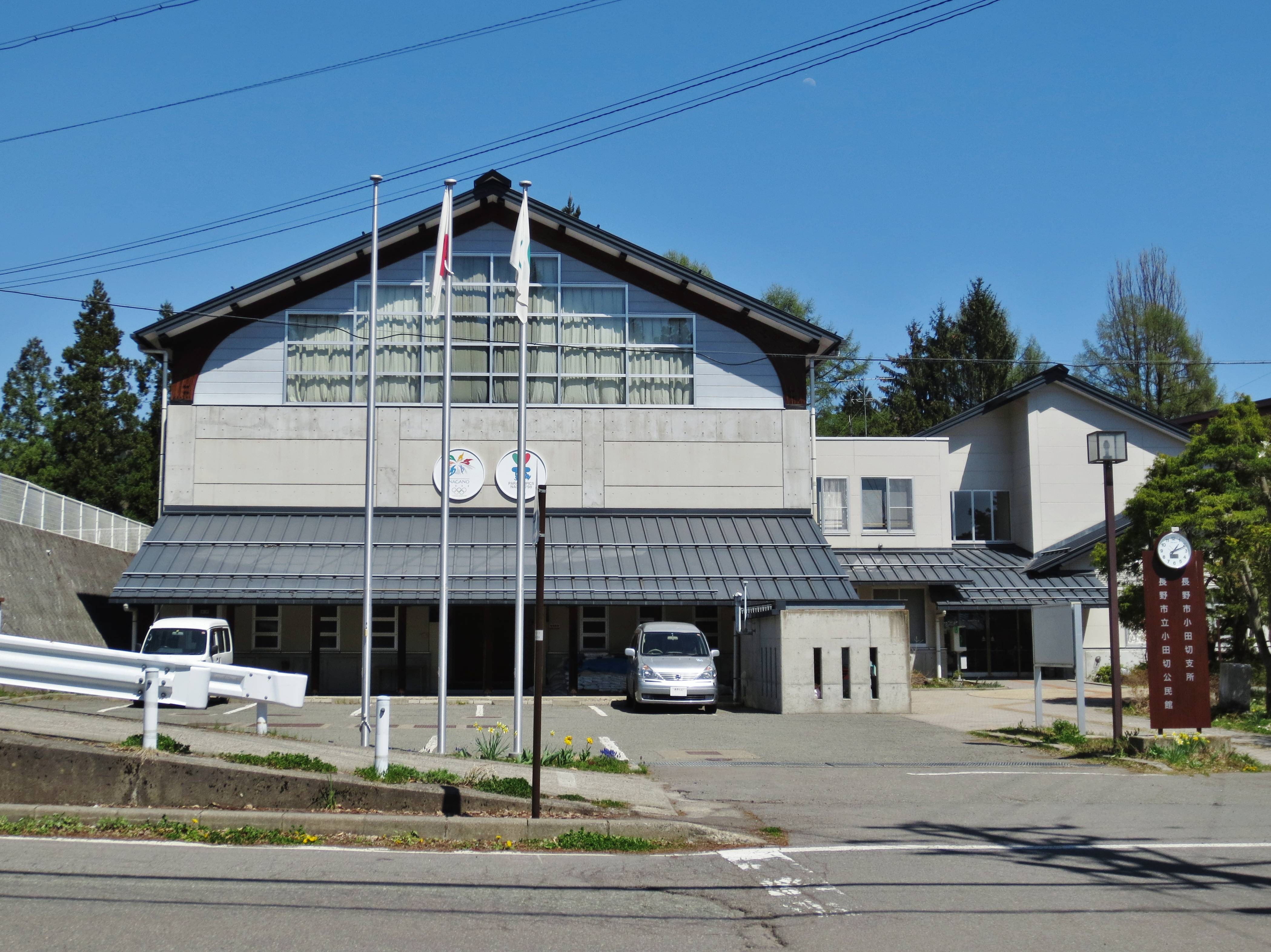
「川後」バス停がある長野市役所小田切支所

公共交通機関
JR・長野電鉄長野駅の善光寺口から、アルピコ交通の路線バス（川中島バス）79 川後線に乗車し約30分間、「川後」バス停で下車、のち徒歩20分間。または長野駅からタクシーで20分間。
自家用自動車
上信越自動車道・長野インターチェンジから13キロメートル、自動車で35分間。駐車場はない。

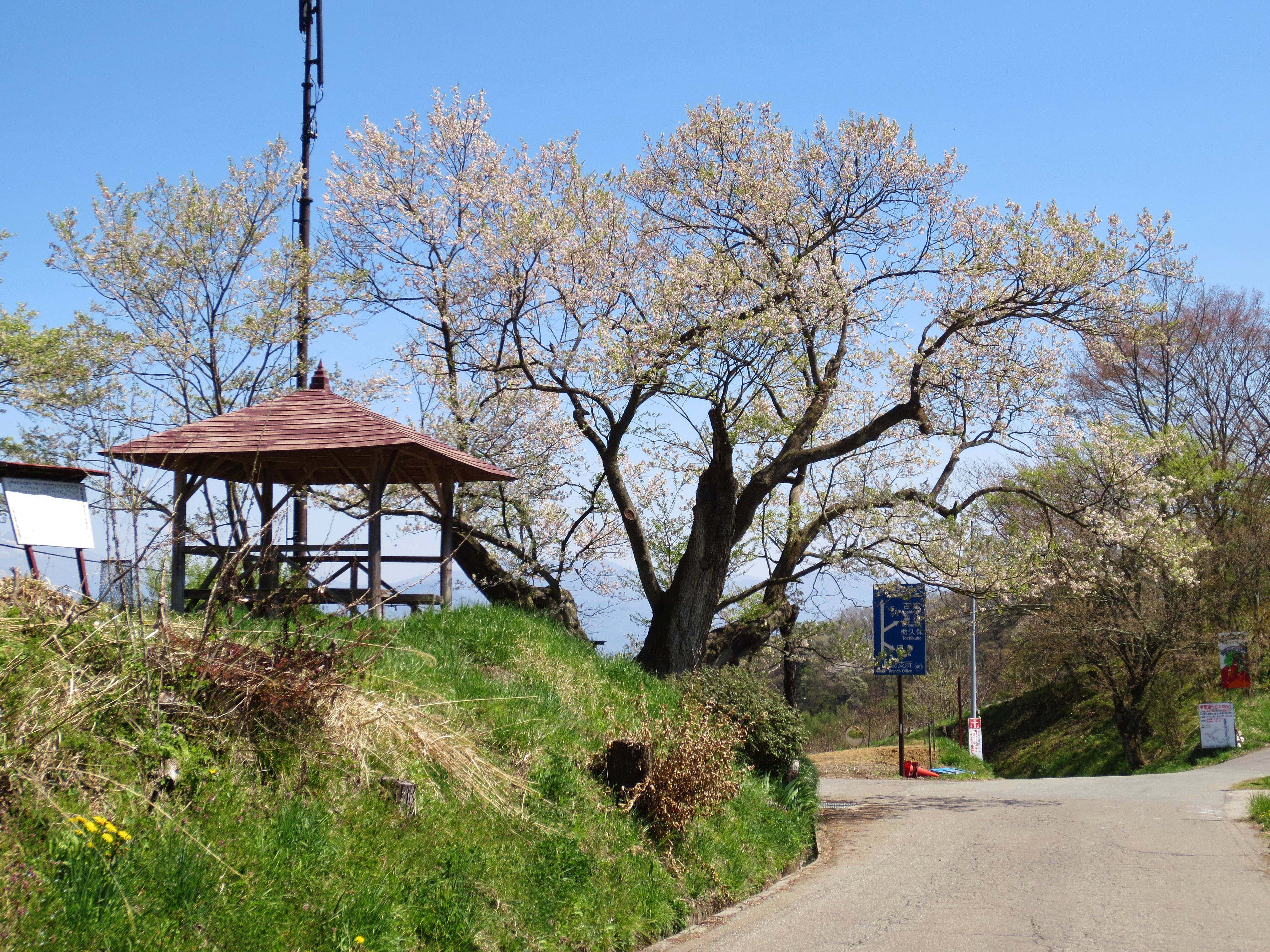
桜の木のそばに四阿がある